# Elisabeth Franziska af Østrig-Ungarn
Elisabeth Franziska Maria, ærkehertuginde af Østrig, prinsesse af Ungarn og Bøhmen (født 17. januar 1831 i Buda, Ungarn, død 14. februar 1903 i palæet Albertina, Wien, Østrig-Ungarn).

## Forældre
Elisabeth Franziska var datter af Josef af Østrig, der var regent (Palatin) af Ungarn fra 1796 til 1846. Elisabeth Franziskas mor var Maria Dorotea af Württemberg (datter af Ludvig, prins af Württemberg og Henriette af Nassau-Weilburg).
Elisabeth Franziska var søster til Marie Henriette, der var belgiernes dronning i 1865 – 1902.
Henriette af Nassau-Weilburg var datter af fyrste Karl Christian af Nassau-Weilburg og prinsesse Caroline af Oranje-Nassau-Dietz.

## Ægteskaber
Elisabeth Franziska var gift to gange.
Hendes første ægteskab var med prins Ferdinand Karl af Østrig-Este (1821–1849) (en bror til hertug Frans 4. af Modena).
Hendes andet ægteskab var med Karl Ferdinand af Østrig-Teschen (1818–1874).

## Børn
1. Marie Therese af Østrig-Este (1849-1919), gift med Ludwig 3. af Bayern
2. Frans Josef af Østrig (født og død 1855)
3. Frederik Maria Albrecht af Østrig, hertug af Teschen (1856-1936), gift med Isabella af Croÿ (1856–1931).
4. Maria Kristina af Østrig (1858-1929), gift med Alfons 12. af Spanien
5. Karl Stefan af Østrig (1860-1933), gift med Maria Theresia af Østrig (1862-1933)
6. Eugen Ferdinand af Østrig (1863-1954), ugift
7. Eleonore af Østrig (født og død 1864)